# Hexagràmids
Els hexagràmids (Hexagrammidae) són una família de peixos marins, l'única del subordre Hexagrammoidei inclòs en l'ordre Scorpaeniformes, endèmics del nord de l'oceà Pacífic, principalment en aigües sub-àrtiques i temperades, amb una espècie (Hexagrammos stelleri) que habita també en l'oceà Àrtic.

## Gèneres i espècies
Existeixen 12 espècies agrupades en 5 gèneres: 
- Gènere Hexagrammos (Tilesius, 1810)
  - Hexagrammos agrammus (Temminck i Schlegel, 1843)
  - Hexagrammos decagrammus (Pallas, 1810)
  - Hexagrammos lagocephalus (Pallas, 1810)
  - Hexagrammos octogrammus (Pallas, 1814)
  - Hexagrammos otakii (Jordan i Starks, 1895)
  - Hexagrammos stelleri (Tilesius, 1810)
- Gènere Ophiodon (Girard, 1854)
  - Ophiodon elongatus (Girard, 1854)
- Gènere Oxylebius (Gill, 1862)
  - Oxylebius pictus (Gill, 1862)
- Gènere Pleurogrammus (Gill, 1861)
  - Pleurogrammus azonus (Jordan i Metz, 1913)
  - Pleurogrammus monopterygius (Pallas, 1810)
- Gènere Zaniolepis (Girard, 1858)
  - Zaniolepis frenata (Eigenmann i Eigenmann, 1889)
  - Zaniolepis latipinnis (Girard, 1858)